# 4-aminobenzoato 1-monoossigenasi
La 4-aminobenzoato 1-monoossigenasi è un enzima appartenente alla classe delle ossidoreduttasi, che catalizza la seguente reazione:
4-aminobenzoato + NAD(P)H + 2 H+ + O2 ⇄ 4-idrossianilina + NAD(P)+ + H2O + CO2
L'enzima è una flavoproteina (FAD). Agisce sull'antranilato e sul 4-aminosalicilato ma non sul salicilato (cf. la salicilato 1-monoossigenasi (numero EC 14.13.1)).